# Коња Лион
Коња Лион (фр. Cognat-Lyonne) насеље је и општина у централној Француској у региону Оверња, у департману Алије која припада префектури Виши.
По подацима из 2011. године у општини је живело 676 становника, а густина насељености је износила 54,04 становника/km². Општина се простире на површини од 12,51 km². Налази се на средњој надморској висини од 360 метара (максималној 368 m, а минималној 308 m).

## Демографија
| 1962. | 1968. | 1975. | 1982. | 1990. | 1999. | 2011. |
| ----- | ----- | ----- | ----- | ----- | ----- | ----- |
| 456   | 488   | 501   | 474   | 556   | 547   | 676   |

График промене броја становника у току последњих година